# Горан Гатарић
Горан Гатарић (Суботиње, 14. октобар 1961) српски је сликар и самостални уметник.

## Биографија
Рођен је 14. октобра 1961. године у селу Суботиње крај Какња, у тадашњој СФРЈ). Живео је и радио у Зеници и Сарајеву. Раних деведесетих година одлази у Милано где живи и ради кратко време. Упознаје Марију Кампители, ликовну критичарку, која му, очарана његовим сликарским радовима, предлаже да остане у Милану и настави сликарски живот у Италији. Међутим, изненадни рат у Босни га тера да се врати у БиХ.
Као добровољац Војске Републике Српске, бива пребачен на ратно бојиште на планину Игман. Иако суочен са тешкоћама рата, наставља да слика. Током деведесетих година живота у Босни и Херцеговини, стварао је радове које су углавном откупили припадници снага СФОР-а. После рата одлази у Братунац где наставља са сликарским радом и почиње са самосталним изложбама.
Данас живи у једном мачванском селу у Србији.

### Изложбе и награде
- 1988, Зеница, Босна и Херцеговина. Групна изложба, колекција Томислава Перазића;
- 1994, Илиџа, Сарајево, Босна и Херцеговина. Окупљање сликара Републике Српске, добитник прве награде;
- 1994, Нови Сад, Србија. Самостална изложба, Представљање Источног Сарајева.;
- 1996, Љубовија, Босна и Херцеговина. Самостална изложба;
- 1997, Пале, Босна и Херцеговина. Уметничка колонија Пале;
- 1999, Братунац, Босна и Херцеговина. Групна изложба;
- 2000, Зворник, Босна и Херцеговина. Групна изложба (Колекција Горана Гатарића, Бранка Никитовића и Обрена Крстића).[2]

Данас, његови радови красе зидове кућа глумаца Николе Које, Драгана Бјелогрлића, песникиње Мире Булатовић, политичара Николе Кољевића, књижевнице Исидоре Бјелице, певача Жељка Самарџића. Неке од његових уметнина се налазе у згради Српског народног позоришта у Новом Саду.

## Галерија
- Горан Гатарић, Христов пут, 40x40, уље на платну
- Горан Гатарић, Рађање, 80x60, уље на платну
- Горан Гатарић, Аутопортрет, 30×40, уље на платну
- Горан Гатарић, Жена на доку ll, 40×50.5, уље на платну
- Горан Гатарић, Чистачица, 50x50, уље на платну